# Pseudemys peninsularis
Pseudemys peninsularis är en sköldpaddsart som beskrevs av  Archie Carr 1938. Pseudemys peninsularis ingår i släktet Pseudemys och familjen kärrsköldpaddor. IUCN kategoriserar arten globalt som livskraftig. Inga underarter finns listade i Catalogue of Life.
Arten förekommer på halvön som utgör största delen av Florida (USA).